# Laxtjärnen (Dorotea socken, Lappland)
Laxtjärnen är en sjö i Dorotea kommun i Lappland och ingår i Ångermanälvens huvudavrinningsområde.